# 이리중앙초등학교
이리중앙초등학교는 대한민국 전북특별자치도 익산시 갈산동에 있는 공립 초등학교이다.

## 학교 연혁
- 1945. 10. 19 이리국민학교로 개교
- 1949. 04. 10 이리중앙국민학교로 개정
- 1985. 09. 02 병설유치원 개원
- 1986. 11. 30 본동사 교사 신축
- 1988. 11. 08 도지정 저축 시범학교 운영 공개
- 1994. 11. 14 도지정 자원인사초빙 서예 시범학교 공개
- 2008. 03. 01 도지정 문화유산 시범학교
- 2014. 02. 13 제69회 졸업(50명 / 총 27,815명)
- 2014. 03. 01 초등 9학급 편성(남 85명, 여 87명, 계 172명)
- 2014. 03. 01 유치원 1학급 편성(남 5명, 여 7명, 계 12명)
- 2014. 09. 01 제27대 강병만 교장선생님 부임

## 참고 자료
- 이리중앙초등학교 - 한국교육학술정보원 학교알리미